# Вбивство Євгена Нужина
У ніч проти 13 листопада у соцмережах з'явилося відео, на якому чоловіка, що повернувся з українського полону, забивають кувалдою. Цим чоловіком був Євген Нужин — колишній в'язень, що сидів за вбивство й був завербований ПВК «Вагнер» для війни в Україні. Потрапивши в полон, він казав, що здався добровільно, бо хоче воювати на боці України, але потрапив під обмін.

## Біографія
Євген Нужин народився у Казахстані, але ще дитиною переїхав з батьками до Росії. Після строкової служби вирішив залишитись в армії, служив у внутрішніх військах у званні Прапорщик, 1995 року звільнився через не виплату зарплатні. Сім'я переїхала жити до Нижньогородської області.
У 1999 Нужина посадили, через сутичку в якій одного вбив, а іншого поранив. Як коментував цю ситуацію сам Нужин: «Могли вбити мене. Убив я».
Суд засудив Нужина до 24 років колонії, у тому числі за ті злочини які за його словами він не скоював. Нужин сидів у різних таборах, зокрема, в колонії особливого режиму на Північному Уралі, а потім спробував влаштувати втечу. З чотирьох учасників живими лишилися двоє. Нужину додали до вироку ще чотири роки — на волю він мав вийти у 2027 році.
За 4 роки до закінчення строку був завербований до ПВК, але через певний термін був взятий до полону.
Опісля добровільно погодився повернутися до росії в рамках обміну полоненими. Про заявив Радник офісу Президента України Михайло Подоляк. За його словами, Нужин пройшов через офіційну процедуру обміну військовополоненими у форматі «пакет на пакет». «Ми маємо дуже простий підхід. Полонений військовослужбовець може підписати добровільну відмову від обмінної процедури. І це буде у нас зафіксовано», — пояснив Подоляк.
Після обміну Євгена було повернуто до ПВК та публічно страчено, а страту зафільмовано на відео.
Власник ПВК «Вагнер», олігарх Євген Пригожин не став заперечувати причетність свого формування до страти. Прокоментувавши ситуацію наступними словами:
«Щодо кувалди, то в даному шоу видно, що він не знайшов щастя в Україні, а зустрівся з недобрими, але справедливими людьми. Мені здається, цей фільм називається „Собаці — собача смерть“. Прекрасна режисерська робота, дивиться на одному диханні. Сподіваюся, під час зйомок жодна тварина не постраждала»

## Зміст відео

#### Увага, розділ містить опис надмірного насильства!
В ніч проти 13 листопада у Telegram-каналі Grey Zone, який пов'язують із ПВК «Вагнер», з'явилося відео із заголовком «Молот відплати». Відео починається з уривків інтерв'ю Нужина, де він каже, що добровільно здався у полон, щоб воювати на боці України. Потім у кадрі з'являється сам Євген, що лежить на боці. Йому в обличчя б'є яскраве світло, а голова скотчем примотана до каменю.
«Я, Нужин Євген Анатолійович, 1967 року народження, пішов на фронт, щоб перейти на бік України, воювати проти росіян. 4 вересня реалізував свій план переходу на бік України. 11 листопада 22-го року перебував на вулиці Києва, де отримав удар по голові, внаслідок чого знепритомнів, прокинувся у цьому підвалі, де мені повідомили, що судитимуть», — каже чоловік на відео. Після цього людина за кадром б'є Нужина кувалдою по щелепі.
У відкритому доступі є дві версії відео — на одній його останні секунди розмиті, на іншій — ні. У підписі до відео Нужина називають зрадником, який «отримав традиційне вагнерівське покарання». Правдивість того, що сталося на відео, ніхто не підтвердив.